# Kanta-Häme
Kanta-Häme – region w Finlandii, położony w prowincji Finlandia Południowa. Stolicą regionu jest Hämeenlinna.

## Podregiony i gminy
Region ten jest podzielony na 11 gmin (miasta zostały pogrubione):
- Forssa
- Hämeenlinna
- Hattula
- Hausjärvi
- Humppila
- Janakkala
- Jokioinen
- Loppi
- Riihimäki
- Tammela
- Ypäjä